# Lilian Lenton
Lilian Ida Lenton (Leicester, 1891. január 5. –‎ Twickenham, 1972. október 28.) angol táncosnő és militáns szüfrazsett volt, később pedig Francia Vöröskereszt-érmet kapott az első világháborúban szolgálatot teljesítő tisztként. Bűncselekményeket, többek között gyújtogatást követett el a szüfrazsettek mozgalmáért. 1970-ben felkérték a szüfrazsettek emlékművének leleplezésére.

## Fiatalkora
Lillie Lenton 1891-ben született Leicesterben, Isaac Lenton (1867–1930), ács-asztalos és felesége, Mahalah Lenton (született Bee; 1864–1920), háziasszony öt gyermeke közül a legidősebbként. Az iskola elvégzése után táncosnak tanult, de miután meghallotta Emmeline Pankhurst szavait, „...aznap este eldöntöttem, hogy amint huszonegy éves leszek és a saját magam ura... önkénteskedni fogok”.
Lenton és édesanyja a szüfrazsett bojkott részeként elkerülték az 1911-es népszámlálást. 21 éves korában Lenton csatlakozott a Női Társadalmi és Politikai Unióhoz, és tagtársaival együtt részt vett egy ablakbetöréses kampányban 1912 márciusában. Két hónap börtönbüntetésre ítélték „Ida Inkley” álnéven.

## Hírhedtség
1913 elején Olive Wharryval közösen gyújtogatássorozatba kezdett Londonban, majd 1913 februárjában letartóztatták a Kew Gardens-i (Kew) teaház felgyújtásának gyanújával. A Holloway börtönben két napig éhségsztrájkot tartott, mielőtt erőszakkal etették volna meg, aminek következtében súlyos mellhártyagyulladása lett, amit a tüdejébe jutó étel okozott. Két orvos és hét őr kellett a megfékezéséhez. Gyorsan és csendben szabadon engedték.
Az esete felháborodást váltott ki a közvéleményben, amit súlyosbított az a tény, hogy Reginald McKenna belügyminiszter tagadta, hogy erőszakkal etették volna, és hogy betegségét valójában az éhségsztrájkja okozta. A belügyminisztériumi dokumentumok azonban azt mutatják, hogy 1913. február 23-án erőszakkal etették.
Egy 1913-as, Victor Horsley, vezető sebész által a The Timesnak írt levélben azt állította, hogy „...a belügyminiszter tagadási kísérlete, miszerint Miss Lentont majdnem megölték az erőszakos etetés miatt, értéktelen... egy székhez kötözték, és a fejét a hajánál fogva hátrahúzták a szék támláján. A szondát kétszer erőltették át az orron... a második bevezetés után, amikor az ételt beleöntötték, az heves fulladást okozott.” A további hasonló politikai kínos helyzetek elkerülése érdekében a kormány 1913 áprilisában sietve elfogadta a „Macska-egér törvényt”, amely kimondta, hogy az éhségsztrájkot tartó szüfrazsett „egereket” ideiglenesen szabadon engedhetik egészségük felépülése érdekében, amikor a biztonsági erők újra letartóztathatják őket.

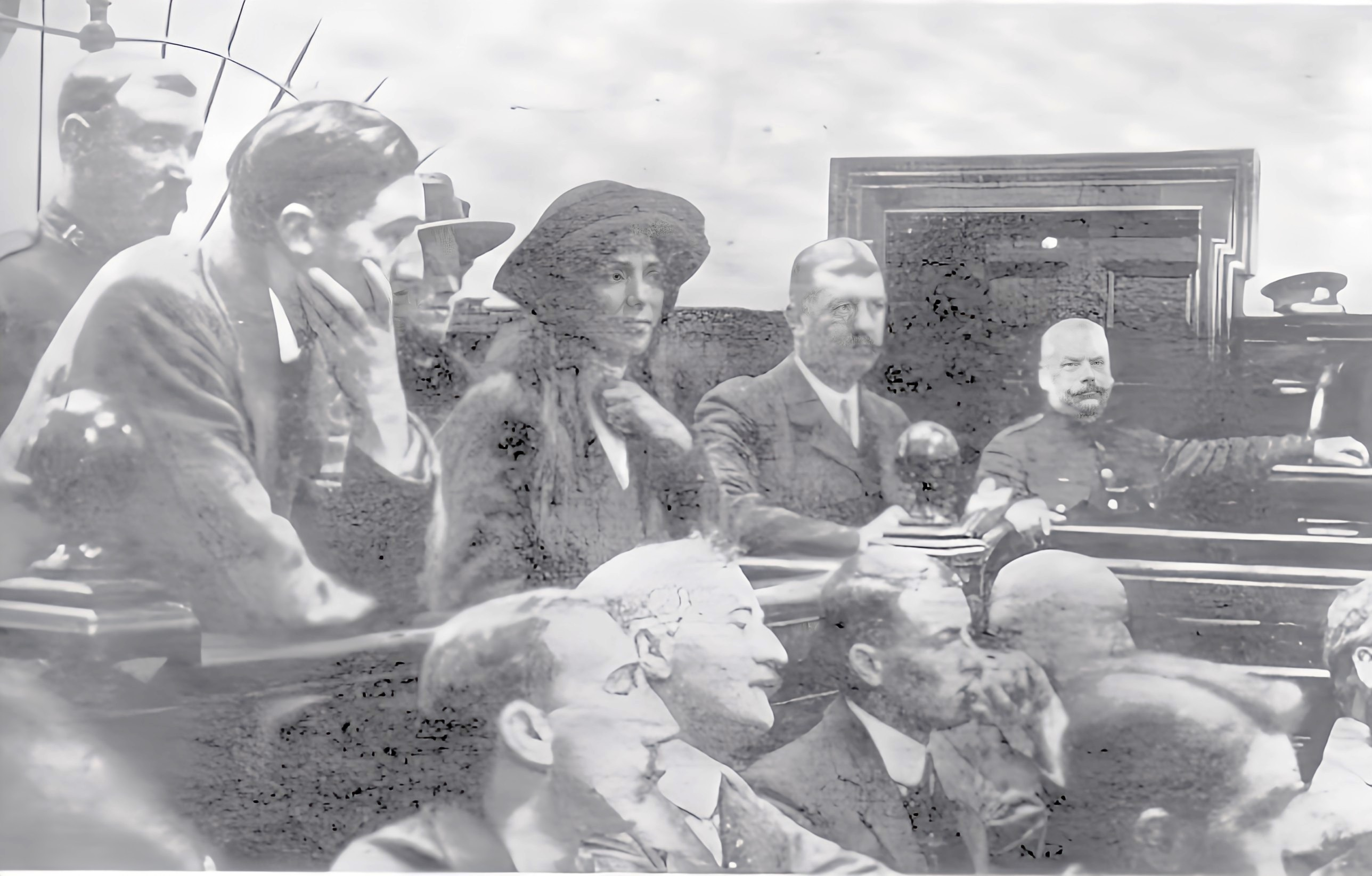
Lenton és Harry Johnson (balra) a vádlottak padján a Leeds-i bíróságon 1913 júniusában

1913 júniusában Lentont Doncasterben letartóztatták, és „May Dennis” néven vádolták meg azzal, hogy egy lakatlan, felgyújtott házban tartózkodott. Néhány nap múlva szabadon engedték a leedsi Armley börtönből; ez alkalommal nem történt kísérlet az erőszakos etetésére. A gyújtogatásban bűntársa egy 18 éves helyi újságíró, Harry Johnson volt, akit 12 hónap kényszermunkára ítéltek a wakefieldi börtönben.
1913 júliusában a leedsi rendőrség Lentont kereste, amikor egy bonyolult összeesküvés robbant ki, miközben a lány Frank Rutternél, a Leeds Művészeti Galéria igazgatójánál szállt meg, hogy megszökhessen egy szállító furgonban, amelyet Leonora Cohen vezetett péknek öltözve, míg Lenton helyet cserélt Nora Duvallal, aki futárfiúnak öltözött, miközben képregényt olvasott és almát evett. Taxik vitték Harrogate-be, majd Scarborough-ba, ahonnan egy magánjachton Franciaországba menekült.
A Bűnügyi Nyilvántartó Hivatal kiadott róla egy biztonsági kamerával készített fényképet (lásd jobbra fent), amelyet titokban készítettek a Holloway börtön gyakorlóudvarán. A csatolt fénykép részleteiben 175 cm magasnak, barna szeműnek és hajúnak írják le. Lenton később kijelentette: „Amikor szabadultam a börtönből, a célom az volt, hogy hetente két épületet felgyújtsak... A cél az volt, hogy teljesen lehetetlen helyzetet teremtsek az országban, bebizonyítva, hogy lehetetlen kormányozni a kormányzottak beleegyezése nélkül.” 1913 októberében letartóztatták, miközben egy kerékpárt vett át a Paddington pályaudvar csomagmegőrzőjéből, és előzetes letartóztatása alatt éhség- és szomj-sztrájkba kezdett, ami miatt ismét erőszakkal etették meg. Mivel ez a bánásmód ismét súlyosan károsította fizikai egészségét, 5 napra feltételesen szabadlábra helyezték egy londoni Mrs. Diplock gondozásába, de ismét megszökött.
Lentont 1913. december 22-én tartóztatták le újra egy cheltenhami ház felgyújtásának vádjával. A rendőrségi megfigyelő kamerafelvételről felismerték és bebörtönözték, amikor újabb éhség- és szomjúságsztrájkba kezdett. Délelőtt 11 órakor szabadon engedték a birminghami Mrs. Impey gondjaira bízták, akinek otthonából ismét megszökött, és 1914 május elejéig szabadlábon maradt, amikor Birkenheadben újra letartóztatták. A Doncasterben elkövetett gyújtogatás miatt előzetes letartóztatásban és a Leeds-i Ügyészségen tárgyalásra várva ismét éhségsztrájkba kezdett, amíg 1914. május 12-én szabadon nem engedték. Szökéseinek gyakorisága miatt Lenton "apró, ravasz, megfoghatatlan Pimpernel" néven vált ismertté. A WSPU-tól „Bátorságért” éhségsztrájk-érmet kapott.
A Nők Társadalmi és Politikai Uniója 1914-ben, az első világháború kitörésekor felfüggesztette militáns kampányát, hogy a háborús erőfeszítésekre összpontosíthasson. Ebben az időben a nők olyan munkákat végeztek, amelyeket hagyományosan férfiak végeztek, bebizonyítva, hogy ők is ugyanolyan jól el tudják végezni azokat, és elhallgattatva az egyik utolsó érvet a nők szavazati joga ellen. A háború után elfogadták az 1918-as Népképviseleti Törvényt, amely szavazati jogot adott a 30 éves és idősebb női családfenntartóknak, vagy a családfenntartók feleségeinek. Lentont nem hatotta meg ez az engedmény, később egy BBC dokumentumfilmben így nyilatkozott: „Személy szerint én sokáig nem szavaztam, mert sem férjem, sem bútorom nem volt, bár elmúltam 30 éves.”
Lenton 1921-ben töltötte be a 30. életévét. A nők egyenlő szavazati jogot kaptak a férfiakkal, beleértve a szavazati korhatár 21 évre való leszállítását is, amelyet az 1928-as Népképviseleti (egyenlő választójogi) törvény hozott, amikor Lenton 37 éves volt.

## Későbbi évek

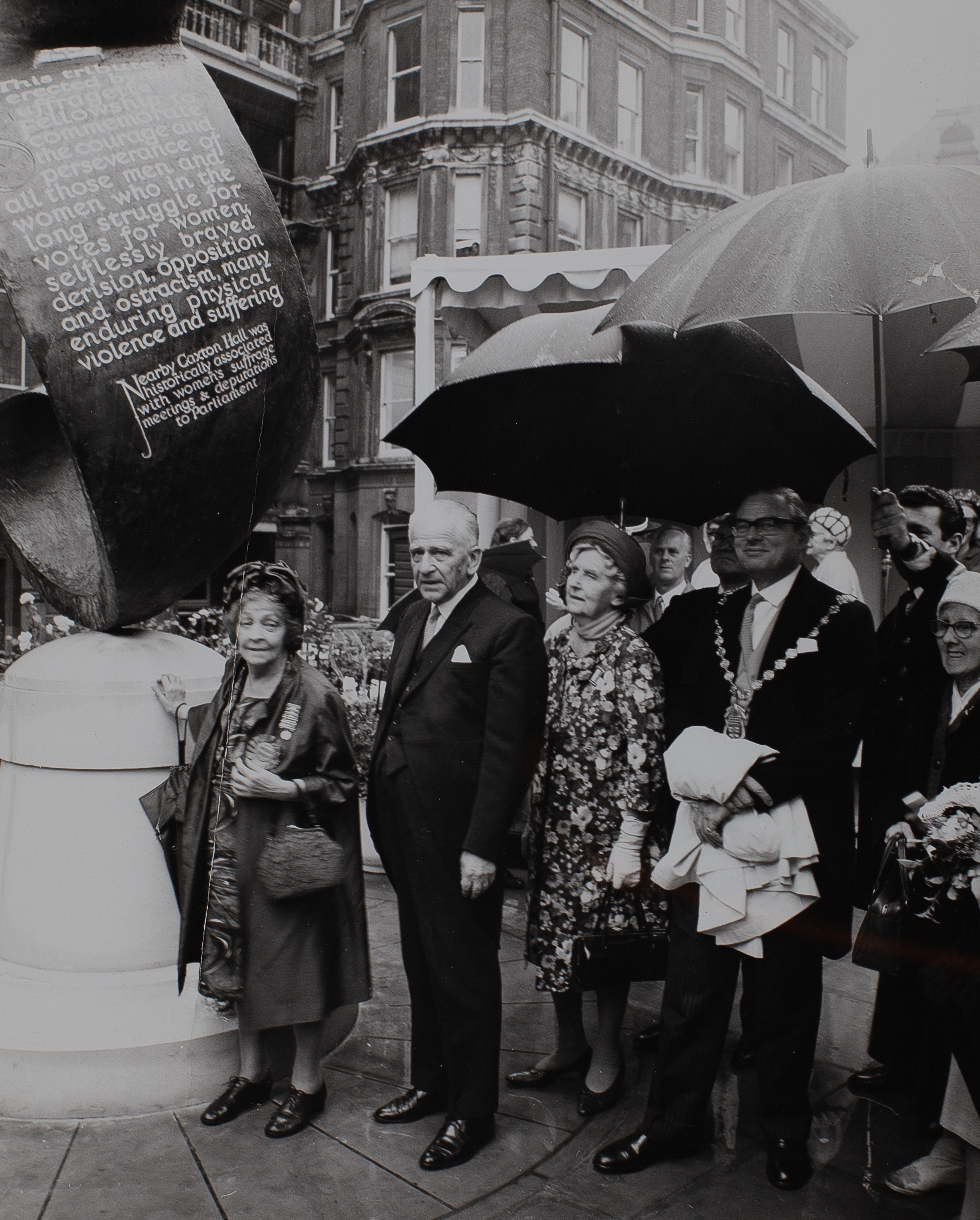
Lilian Lenton leleplezi a szüfrazsett emlékművet Grace Roe-val, 1970-ben

Közvetlenül az első világháború előtt Lenton találkozott D. H. Lawrence íróval, amikor a nő a rendőrség elől a Lake Districtbe menekült. A férfit úgy mutatták be neki, mint akinek „egyetlen témája van, a szex”. Lenton az első világháború alatt Szerbiában szolgált a Skót Női Kórházak Egységénél, és Francia Vöröskereszt-érmet kapott. Az orosz forradalom után szüfrazsett társával, Nina Boyle-lal utazott Oroszországban. Lenton később a stockholmi brit nagykövetségen dolgozott. A Save the Children Fund szóvivője volt, 1924 és 1933 között pedig a Women's Freedom League szóvivője és utazásszervezője, valamint több mint 11 éven át a Liga Bulletin szerkesztője. Miután Skóciában az állatjólét területén dolgozott, Lenton a Női Tanárok Országos Szakszervezetének pénzügyi titkára lett 1953-ig.
1955-ben más korábbi szüfrazsettekkel együtt megjelent a BBC News egyik adásában Pankhurst asszony szobra mellett, a nők szavazati jogának 37. évfordulója alkalmából. 1959-ben ismét filmre vették, amikor a Macska-egér törvényről beszélt. Ez a műsor 1960 januárjában került adásba. Végül 1961 októberében a BBC Newsnak adott interjút, ahol a D. H. Lawrence-szel folytatott találkozójáról beszélt. Az interjú során bevallotta, hogy a könyvei közül az egyetlen, amit a találkozása óta olvasott, a Lady Chatterley szeretője volt, kijelentve, hogy „ez biztosan egy kitörölt kiadás volt, mert nem emlékszem semmi különösre róla”.
1970-ben, a Szüfrazsett Szövetség pénztárosaként Lenton felavatta a szüfrazsett emlékművet a westminsteri Christchurch Gardensben, amely mindazon nők emlékére áll, akik a szavazati jog megszerzéséért küzdöttek.
Lilian Lenton 1972-ben halt meg. Soha nem ment férjhez.

## Fordítás
- Ez a szócikk részben vagy egészben  a   Lilian Lenton című angol Wikipédia-szócikk ezen változatának fordításán alapul.  Az eredeti cikk szerkesztőit annak laptörténete sorolja fel. Ez a jelzés csupán a megfogalmazás eredetét és a szerzői jogokat jelzi, nem szolgál a cikkben szereplő információk forrásmegjelöléseként.